# 후(後) (음반)
《후(後)》는 대한민국 가수 제이민의 첫 번째 한국 디지털 싱글이다. 2014년에 발매되었다.

## 수록곡
1. 후 (後)